# Taekwondo vid afrikanska spelen 2023
Taekwondo vid afrikanska spelen 2023 hölls mellan den 17 och 22 mars 2024 i Accra i Ghana.

## Medaljörer

### Kyorugi

#### Herrar
| Gren   | Guld                                     | Silver                                   | Brons                               |
| 54 kg  | Moatazbellah Assem Atta Aboserea Egypten | Amadou Toudiani Maharana Niger           | Ibrahim Diomandé Elfenbenskusten    |
| 54 kg  | Moatazbellah Assem Atta Aboserea Egypten | Amadou Toudiani Maharana Niger           | Siriman Ballo Mali                  |
| 58 kg  | Nourdine Issaka Niger                    | Issa Diakité Elfenbenskusten             | Youssouf Simpara Mali               |
| 58 kg  | Nourdine Issaka Niger                    | Issa Diakité Elfenbenskusten             | Casimir Betel Tchad                 |
| 63 kg  | Mohamed Khalil Jendoubi Tunisien         | Bocar Diop Senegal                       | Maman Mansour Chipkaou Niger        |
| 63 kg  | Mohamed Khalil Jendoubi Tunisien         | Bocar Diop Senegal                       | Ben Younouss Konaté Elfenbenskusten |
| 68 kg  | Mouhamadou Mansour Lo Senegal            | Aaron Kobenan Elfenbenskusten            | Ibrahim Maïga Burkina Faso          |
| 68 kg  | Mouhamadou Mansour Lo Senegal            | Aaron Kobenan Elfenbenskusten            | Ahmed Wael Egypten                  |
| 74 kg  | Aboubacar Mangue Gaya Niger              | Rami Eissa Egypten                       | Jean Kouamé Elfenbenskusten         |
| 74 kg  | Aboubacar Mangue Gaya Niger              | Rami Eissa Egypten                       | Hani Tebib Algeriet                 |
| 80 kg  | Firas Katoussi Tunisien                  | Seif Eissa Egypten                       | Faysal Sawadogo Burkina Faso        |
| 80 kg  | Firas Katoussi Tunisien                  | Seif Eissa Egypten                       | Ismaël Coulibaly Mali               |
| 87 kg  | Ahmad Rawy Egypten                       | Moataz Ifaoui Tunisien                   | Anicet Kassi Elfenbenskusten        |
| 87 kg  | Ahmad Rawy Egypten                       | Moataz Ifaoui Tunisien                   | Soufiane Elasbi Marocko             |
| +87 kg | Abdoul Razak Issoufou Niger              | Abdallah Essam Mohyeldien Hassan Egypten | Anthony Obame Gabon                 |
| +87 kg | Abdoul Razak Issoufou Niger              | Abdallah Essam Mohyeldien Hassan Egypten | Ayoub Bassel Marocko                |

#### Damer
| Gren   | Guld                             | Silver                                      | Brons                                         |
| 46 kg  | Zaraou Abdou Bilane Niger        | Soukaina Sahib Marocko                      | Michelle Tau Lesotho                          |
| 46 kg  | Zaraou Abdou Bilane Niger        | Soukaina Sahib Marocko                      | Ndeye Ngoné Senegal                           |
| 49 kg  | Ikram Dhahri Tunisien            | Jana Khattab Egypten                        | Karabo Kula Botswana                          |
| 49 kg  | Ikram Dhahri Tunisien            | Jana Khattab Egypten                        | Nabintou Koné Elfenbenskusten                 |
| 53 kg  | Ouhoud Ben Aoun Tunisien         | Bouma Coulibaly Elfenbenskusten             | Oumaima El Bouchti Marocko                    |
| 53 kg  | Ouhoud Ben Aoun Tunisien         | Bouma Coulibaly Elfenbenskusten             | Chinazum Nwosu Nigeria                        |
| 57 kg  | Chaima Toumi Tunisien            | Mariama Cissé Elfenbenskusten               | Yacine Diaw Senegal                           |
| 57 kg  | Chaima Toumi Tunisien            | Mariama Cissé Elfenbenskusten               | Maïmouna Konaté Mali                          |
| 62 kg  | Wafa Masghouni Tunisien          | Koumba Ibo Elfenbenskusten                  | Merieme Khoulal Marocko                       |
| 62 kg  | Wafa Masghouni Tunisien          | Koumba Ibo Elfenbenskusten                  | Nadine Amr Abdelhady Zaghloul Mahmoud Egypten |
| 67 kg  | Elizabeth Anyanacho Nigeria      | Aya Mohamed Mahmoud Mohamed Shehata Egypten | Safia Salih Marocko                           |
| 67 kg  | Elizabeth Anyanacho Nigeria      | Aya Mohamed Mahmoud Mohamed Shehata Egypten | Fanta Traoré Mali                             |
| 73 kg  | Omayma Boumh Marocko             | Urgence Mouega Gabon                        | Jully Musangi Kenya                           |
| 73 kg  | Omayma Boumh Marocko             | Urgence Mouega Gabon                        | Abenan Dangnide Elfenbenskusten               |
| +73 kg | Fatima-Ezzahra Aboufaras Marocko | Astan Bathily Elfenbenskusten               | Faith Ogallo Kenya                            |
| +73 kg | Fatima-Ezzahra Aboufaras Marocko | Astan Bathily Elfenbenskusten               | Toka Shaaban Egypten                          |

#### Mixed
| Gren | Guld                                                                                                 | Silver                                                                                             | Brons                                                                                            |
| Lag  | Marocko Ayoub Bassel Omayma Boumh Oumaima El-Bouchti Soufiane Elasbi Merieme Khoulal Haitam Zarhouti | Egypten Ahmad Rawy Aya Shehata Jana Khattab Moatazbellah Assem Atta Aboserea Nadine Amr Rami Eissa | Nigeria Elizabeth Anyanacho Ifeoluwa Ajayi Peter Itiku Paul Kolade Chinazum Nwosu Chidimma Okoko |

### Poomsae
| Gren                   | Guld                           | Silver                            | Brons                          |  |  |  |
| Herrar under 30        | Adama Ndiaye Senegal           | Chahine Abdesabour Saker Algeriet | Adamou Ahmadou Boubacar Niger  |  |  |  |
| Herrar under 30        | Adama Ndiaye Senegal           | Chahine Abdesabour Saker Algeriet | Usman Harun Nigeria            |  |  |  |
| Herrar under 40        | Sheldon Yan Too Sang Mauritius | Nassir Merdaci Algeriet           | Gerald Sarfo Ghana             |  |  |  |
| Herrar under 40        | Sheldon Yan Too Sang Mauritius | Nassir Merdaci Algeriet           | Assoumane Moussa Issahak Niger |  |  |  |
| Herrarnas lag under 30 | Egypten                        | Tunisien                          | Senegal                        |  |  |  |
|                        |                                |                                   |                                |  |  |  |
| Damer under 30         | Imen Akermi Tunisien           | Yaye Aïta Ndiaye Senegal          | Salma Dabbur Egypten           |  |  |  |
| Damer under 30         | Imen Akermi Tunisien           | Yaye Aïta Ndiaye Senegal          | Mary Muriu Kenya               |  |  |  |
| Damer under 40         | Yassmin Zekri Tunisien         | Josephine Esuku Nigeria           | Milka Akinyi Kenya             |  |  |  |
| Damer under 40         | Yassmin Zekri Tunisien         | Josephine Esuku Nigeria           | Zeinabou Sompa Ouaba Niger     |  |  |  |
| Damernas lag under 30  | Tunisien                       | Egypten                           | Elfenbenskusten                |  |  |  |

#### Fristil
| Gren           | Guld                                    | Silver              | Brons                          |
| Herrar över 17 | Ahmed Hussein Mokhtar Aboushady Egypten | Kelvin Amuzu Ghana  | Habibou Diallo Senegal         |
| Herrar över 17 | Ahmed Hussein Mokhtar Aboushady Egypten | Kelvin Amuzu Ghana  | Foued Ben El Derouich Tunisien |
| Damer över 17  | Ganatalla Hamed Aly Elkotb Egypten      | Erica Tuagbor Ghana | Josephine Ineme Esuku Nigeria  |
| Damer över 17  | Ganatalla Hamed Aly Elkotb Egypten      | Erica Tuagbor Ghana | Gado Aichatou Djibo Niger      |

## Medaljtabell
*   Värdland ( Ghana)
| Nr                   | Nation               | Guld | Silver | Brons | Totalt |
| -------------------- | -------------------- | ---- | ------ | ----- | ------ |
| 1                    | Tunisien             | 9    | 2      | 1     | 12     |
| 2                    | Egypten              | 5    | 7      | 4     | 16     |
| 3                    | Niger                | 4    | 1      | 5     | 10     |
| 4                    | Marocko              | 3    | 1      | 5     | 9      |
| 5                    | Senegal              | 2    | 2      | 4     | 8      |
| 6                    | Nigeria              | 1    | 1      | 4     | 6      |
| 7                    | Mauritius            | 1    | 0      | 0     | 1      |
| 8                    | Elfenbenskusten      | 0    | 6      | 7     | 13     |
| 9                    | Algeriet             | 0    | 2      | 1     | 3      |
| 9                    | Ghana*               | 0    | 2      | 1     | 3      |
| 11                   | Gabon                | 0    | 1      | 1     | 2      |
| 12                   | Mali                 | 0    | 0      | 5     | 5      |
| 13                   | Kenya                | 0    | 0      | 4     | 4      |
| 14                   | Burkina Faso         | 0    | 0      | 2     | 2      |
| 15                   | Botswana             | 0    | 0      | 1     | 1      |
| 15                   | Lesotho              | 0    | 0      | 1     | 1      |
| 15                   | Tchad                | 0    | 0      | 1     | 1      |
| Totalt (17 nationer) | Totalt (17 nationer) | 25   | 25     | 47    | 97     |